# Ivica Petanjak
Ivica Petanjak OFM Cap. (ur. 29 sierpnia 1963 w Drenju) – chorwacki duchowny katolicki, biskup Krku od 2015.

## Życiorys

### Prezbiterat
Święcenia kapłańskie otrzymał 24 czerwca 1990 w zakonie kapucynów. Pracował głównie w placówkach formacyjnych dla przyszłych zakonników. W latach 2005–2011 kierował chorwacką prowincją kapucyńską, a w latach 2014–2015 był definitorem prowincjalnym i gwardianem klasztoru w Osijeku.

### Episkopat
24 stycznia 2015 papież Franciszek mianował go biskupem diecezjalnym Krk. Sakry udzielił mu 22 marca 2015 metropolita Zagrzebia - kardynał Josip Bozanić.